# Kalliojärvi (sjö i Norra Österbotten)
Kalliojärvi är en sjö i Finland. Den ligger i kommunen Kuusamo i landskapet Norra Österbotten, i den nordöstra delen av landet, 700 km norr om huvudstaden Helsingfors. Kalliojärvi ligger 275 meter över havet. Arean är 35,4 hektar och strandlinjen är 4,85 kilometer lång. Sjön  ingår i Koundaälvens huvudavrinningsområde. 